# Mebaragesi
En-Men-Barage-Si o Mebaragesi fue uno de los primeros reyes sumerios de los que se tiene noticia, y el primero conocido por una inscripción coetánea, a causa de unas inscripciones halladas en el templo oval de Khafajah. Según la tradición es el vigésimo segundo rey de la primera dinastía de Kish. 
Extendió sus conquistas a través del valle del Diyala, llegando hasta Elam y saliendo victorioso, pudiendo así asegurarse el control de la ruta comercial de los Zagros y el corazón de Irán. Construyó un templo de Enlil (dios supremo sumerio de las tormentas y las inundaciones) en Nippur que sería venerado por toda Sumeria. Fue el primer rey conocido que adoptó el título de Lugal (rey, literalmente «hombre grande»). Vivió en el siglo XXVII a. C. y reinó hacia el 2631-2601 a. C.